# スルス体

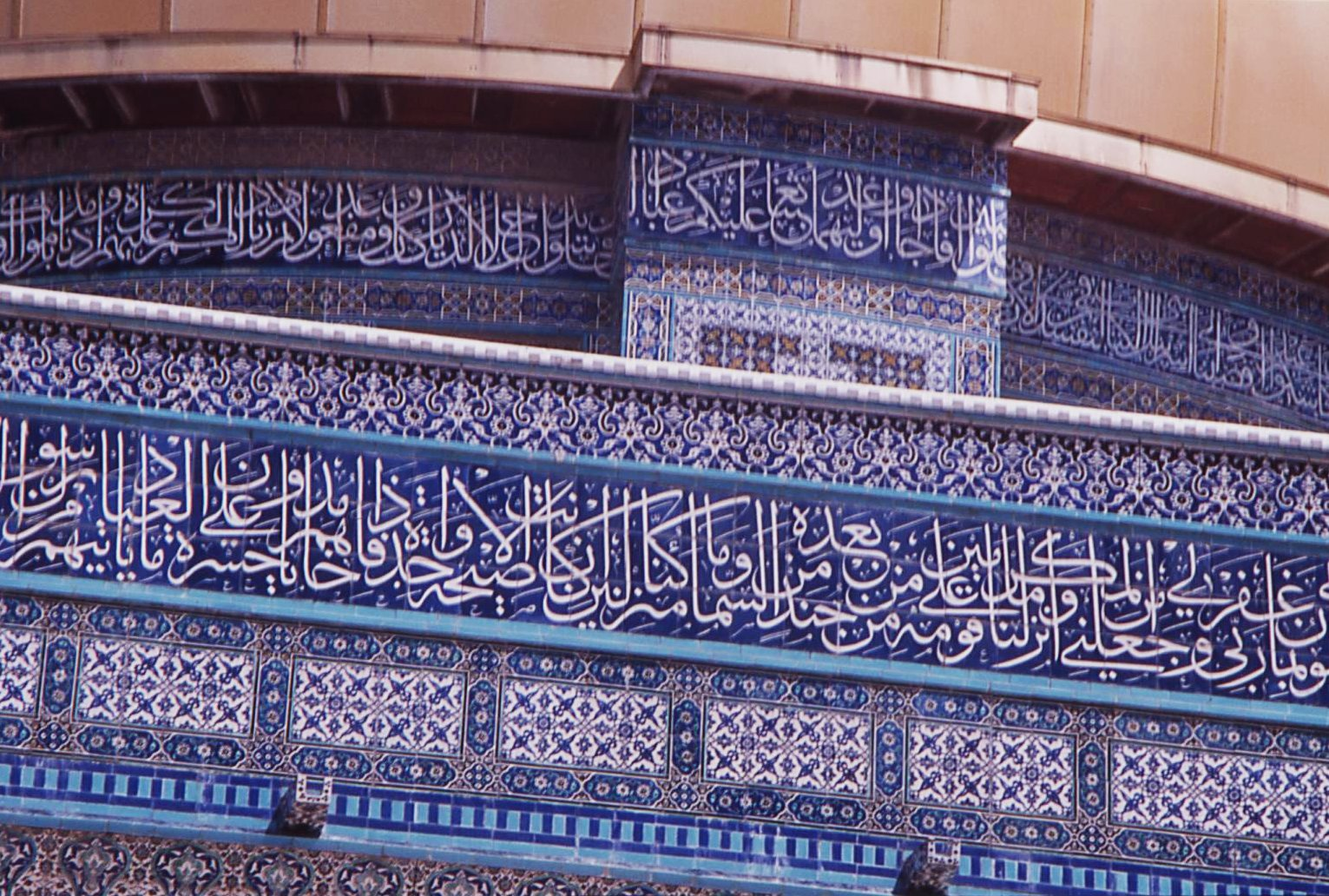
エルサレムの岩のドームの外壁を飾るアラビア文字は、スルス体で書かれている。

スルス体（スルスたい、アラビア語: ثلث, ラテン文字転写: ṯuluṯ または Thuluth, ペルシア語ラテン翻字: sols, トルコ語: Sülüs）とは、アラビア文字を筆記するための書体の一つである。
イスラームの書法における書体の一つとも言える。スルス体は大きく流麗な筆記体であり、母音記号や装飾のマークを含む場合がある。各時代の書家は、スルス体にさまざまな変更や工夫を凝らすことによって、多様な派生書体を生み出した。たとえば、霊廟の墓石などの巨大な面に刻むために発展した書体がある。また、ナスフ体はスルス体より小さいスペースで繊細な表現をするためにいくつもの改変を加えた結果生まれた書体である。テヴキーはスルス体を小さくした派生書体である。アラビア文字を用いる書法において、スルス体は「カリグラフィーの母」と呼ばれる。

## 歴史

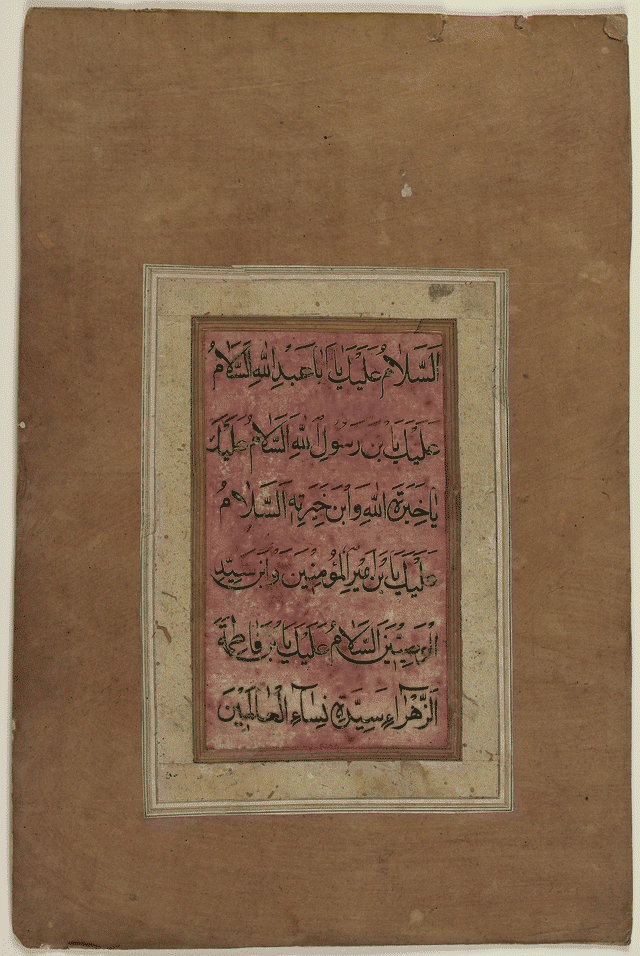
シーア派流の祝福の言葉(al-salam 'alayka)が繰り返し書かれた断章。預言者ムハンマドの女婿アリーの息子フサインに向けられたもの。いくつもの尊称（ラカブ）や形容辞（ニスバ）により表現されている。「神の僕 (abd Allah)」「預言者の息子 (ibn rasul) 」「神の善性 (khayrat Allah) 」「信仰者たちの長の息子 (ibn amir al-mu'minin) 」「ファーティマ・ザフラーの息子 (ibn Fatimah al-zahra') 」といった文句が読める。南アジアのスルス体。

11世紀（ヒジュラ暦4世紀）にはじめて現れた。スルス体の持つ流麗で丸みを帯びた線は、それまでのクーフィー体の角張った線に置き換わることになった。スルス体では、各文字の三分の一が傾斜する。このことが「スルス（三分の一）」の名前の由来である。スルス体は、聖典クルアーンの各章（スーラ）の章題を書くためによく用いられた。最も古いクルアーンの筆写本の中にスルス体で書かれたものがある。のちの筆写本では、スルス体と、ナスフ体もしくはムハッカク体との組み合わせで書かれた。15世紀以後は、ナスフ体のみが使われるようになった。また、中世ではモスクの装飾によく使われた。
オスマン朝の時代には、スルス体の発展に大きく関与した出来事が連続して三つ、起こった。これらはオスマン朝芸術を専門にする美術史家により「書体革命」と呼ばれる。
- 第一の革命は15世紀に起きたものであり、書の達人シェイフ・ハムドゥッラーにより創始された。[2][3]
- 17世紀に起きた第二の革命は、ハーフィズ・オスマンの一連の作品によりもたらされた。[4][5]
- 最後の第三の革命は、19世紀、メフメト・シェヴキー・エフェンディによるものであり、彼によりスルス体は今日ある姿になった。[6][7][8]

その他に、スルス体による書芸術の絶頂期の最もよく知られた書家としては、ムスタファ・ラーキム・エフェンディ(1757–1826) がいる。彼の作品はオスマン朝のカリグラフィ芸術の模範となったが、その多くは失われ今日まで伝わるものは少ない。

## 様式上の特徴
スルス体における重要な一側面は、母音を表すためにハラカ（トルコ語ではハレケ、アラビア文字のダイアクリティカルマーク）を使うことと、書を美しくするためにその他の様式的な印を使うことである。母音表記のルールは他のアラビア文字書体と同じであるが、様式的な印の方は配置や組み分けに関して独自のルールがある。そして、それらをどのような形にするか、どれぐらい傾けるかということについては、書家の創作力に大きく委ねられている。一例を挙げると、文字の上に置く印と、文字の下に置く印とを異なるグループにするといったテクニックがある。

## ギャラリー

スルス体で書かれたムハンマドの名前とサラワート。
サウジアラビアの国旗にはスルス体でシャハーダ（信仰告白の言葉「アッラーのほかに神なし、ムハンマドは神の使わせし者」）が書き込まれている。
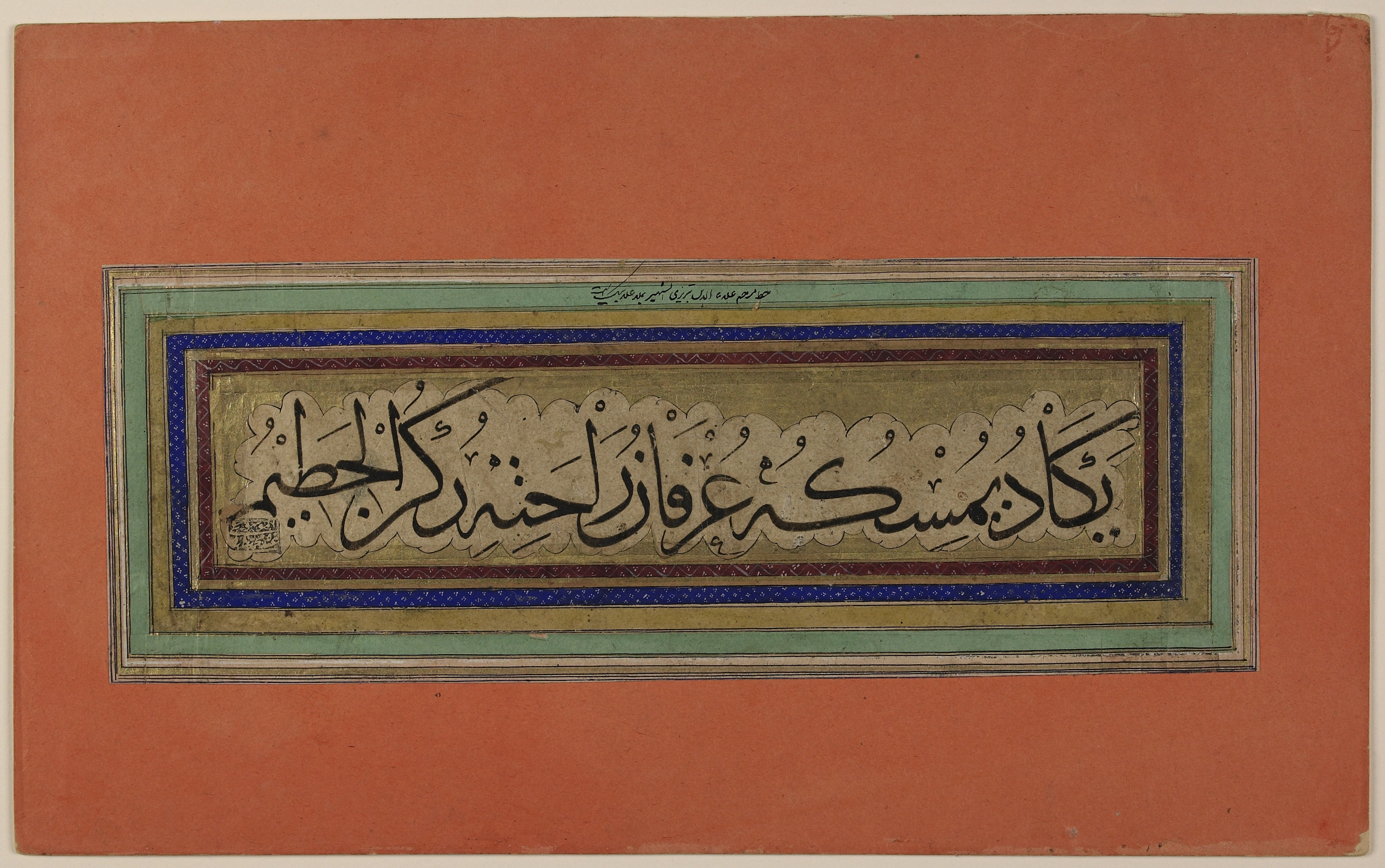
スルス体によるシンプルなイスラーム教の礼拝の言葉。サファヴィー朝のタフマースプ1世時代の書家アラーウッディーン・タブリーズィー作、16世紀。
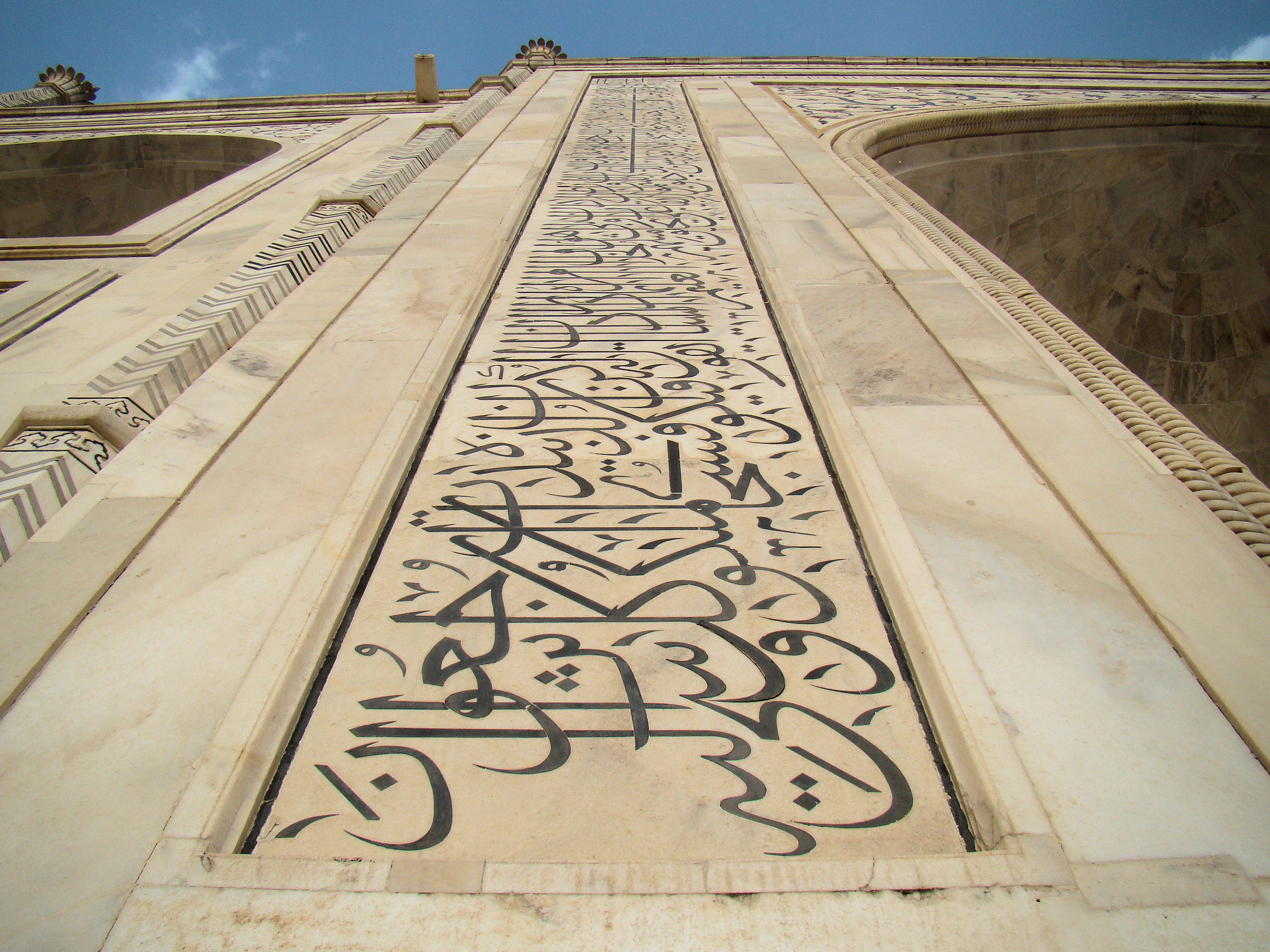
タージ・マハル廟の巨大なカリグラフィー。アブドゥル・ハック作、1609年。
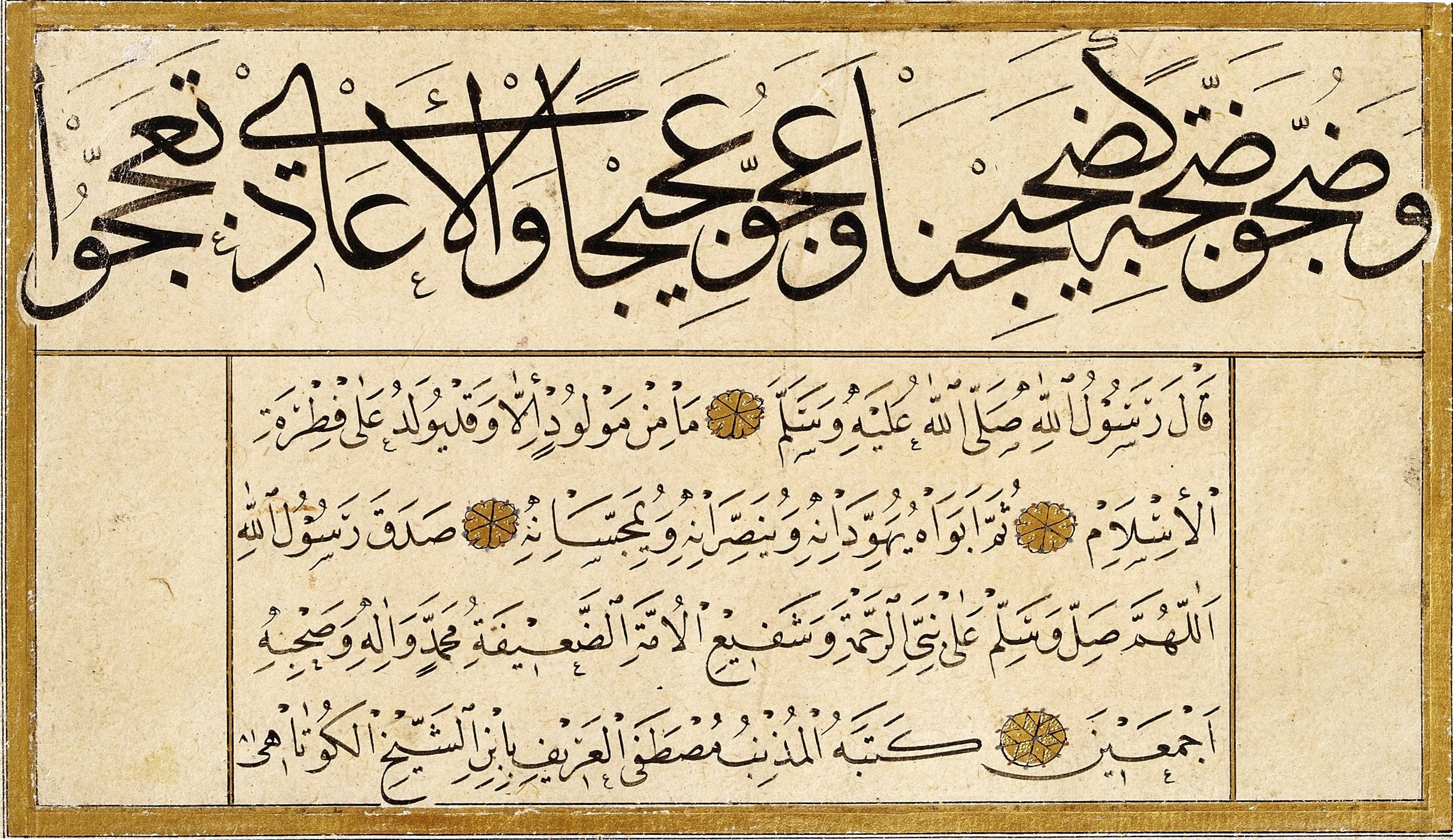
上段にスルス体、下段にナスフ体を配したムスタファ・キュターヒー作のムラッカア、1787年。
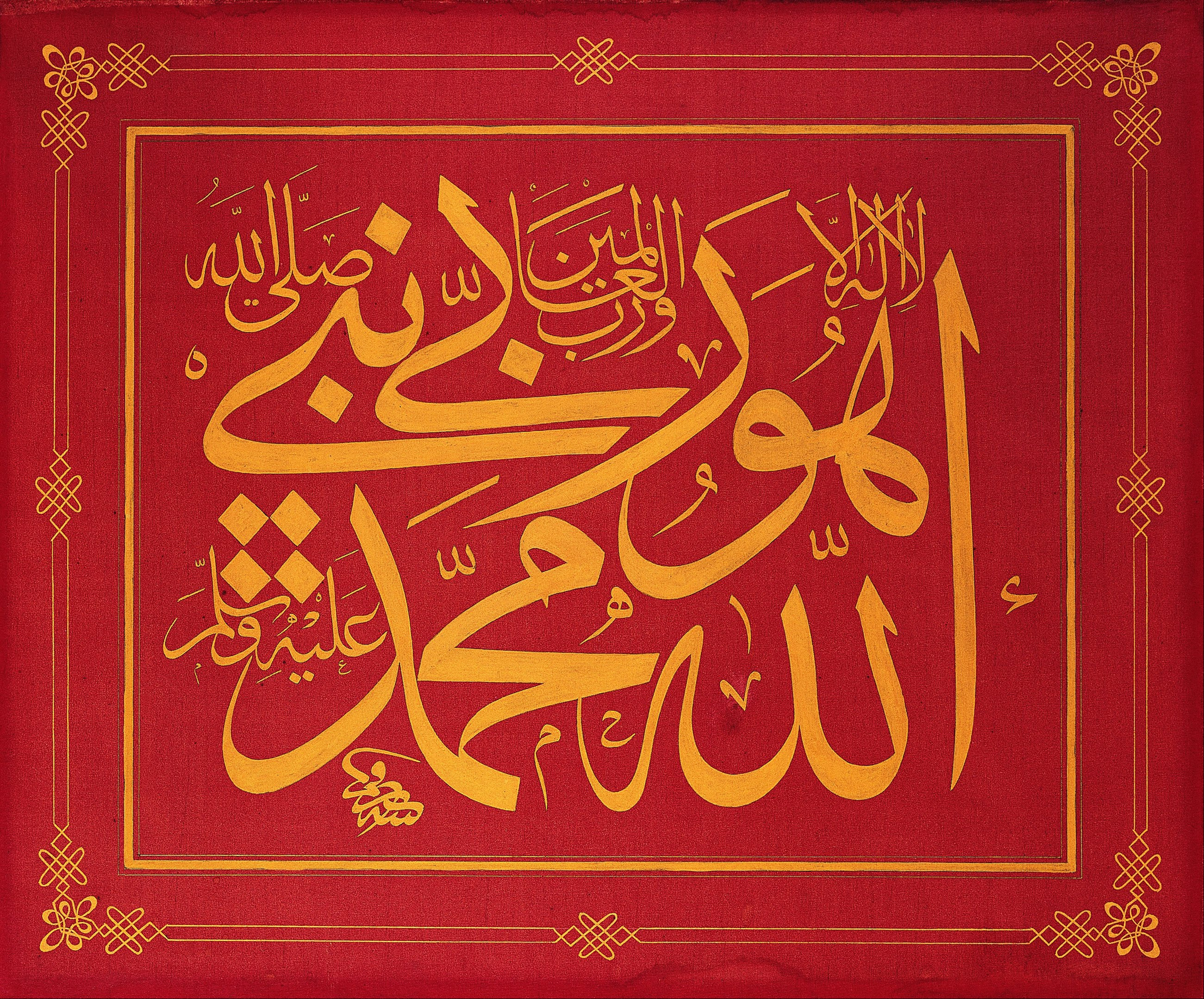
ムスタファ・ラーキム作、18世紀。